# Claire Chazal
Claire Chazal (n. 1 decembrie 1956, Thiers, Auvergne, Franța) este un jurnalistă franceză, romancieră și fostă director de știri francez pentru canalul TV TF1.
Din 1991, Chazal a fost prezentatoarea știrilor de weekend de la TF1 până la ultima difuzare din 13 septembrie 2015. Anne-Claire Coudray, care o înlocuise adesea pe Chazal atunci când aceasta era absentă, i-a fost înlocuitoare. Între 2010 și 2015, după știri, ea a prezentat și programul Reportages la ora 13.30.
Chazal a găzduit Je/nous de Claire, un talk-show pe canalul de televiziune gay Pink TV, pe care a contribuit la lansarea lui în 2004. Titlul acestei emisiuni joacă fonetic pe titlul filmului francez Le Genou de Claire.
Chazal a absolvit HEC Paris.